# Palomar 14
Palomar 14 (AvdB) – gromada kulista znajdująca się w kierunku konstelacji Herkulesa, w odległości około 249,4 tys. lat świetlnych od Ziemi. Palomar 14 odkrył w 1958 roku Sidney van den Bergh na płytach fotograficznych programu Palomar Observatory Sky Survey, a Halton Arp potwierdził, że jest to gromada kulista. Gromada ta znajduje się 233,4 tys. lat świetlnych od jądra Drogi Mlecznej.